# The Print of the Nails
The Print of the Nails è un cortometraggio muto del 1915 diretto da George O. Nicholls (George Nichols).

## Produzione
Il film fu prodotto dalla Selig Polyscope Company.

## Distribuzione
Distribuito dalla General Film Company, il film - un cortometraggio in tre bobine - uscì nelle sale cinematografiche statunitensi il 18 novembre 1915.